# 錫爾弗萊克 (北卡羅萊納州)
錫爾弗萊克（英語：Silver Lake）是位於美國北卡羅萊納州新漢諾威縣的普查規定居民點。

## 人口
根據2020年美國人口普查的數據，錫爾弗萊克的面積為6.48平方千米，當中陸地面積為6.39平方千米，而水域面積為0.09平方千米。當地共有人口6500人，而人口密度為每平方千米1,003.09人。